# Oussama Sahnoune
Oussama Sahnoune, född 2 augusti 1992 i Constantine, är en algerisk simmare.

## Karriär
Sahnoune tävlade i två grenar för Algeriet vid olympiska sommarspelen 2016 i Rio de Janeiro. Han blev utslagen i försöksheatet på både 50 och 100 meter frisim. Vid olympiska sommarspelen 2020 i Tokyo slutade Sahnoune på 37:e plats på både 50 och 100 meter frisim.
I juni 2022 var Sahnoune en av två simmare från Algeriet vid VM i Budapest. Han slutade på 33:e plats på 50 meter frisim.